# Notophthiracarus reductus
Notophthiracarus reductus är en kvalsterart som först beskrevs av Sandór Mahunka 1986.  Notophthiracarus reductus ingår i släktet Notophthiracarus och familjen Phthiracaridae. Inga underarter finns listade i Catalogue of Life.